# 11079 Mitsunori
11079 Mitsunori (1993 AJ) là một tiểu hành tinh vành đai chính được phát hiện ngày 13 tháng 1 năm 1993 bởi K. Endate và K. Watanabe ở Kitami.